# Ferdinand-Joseph Derons

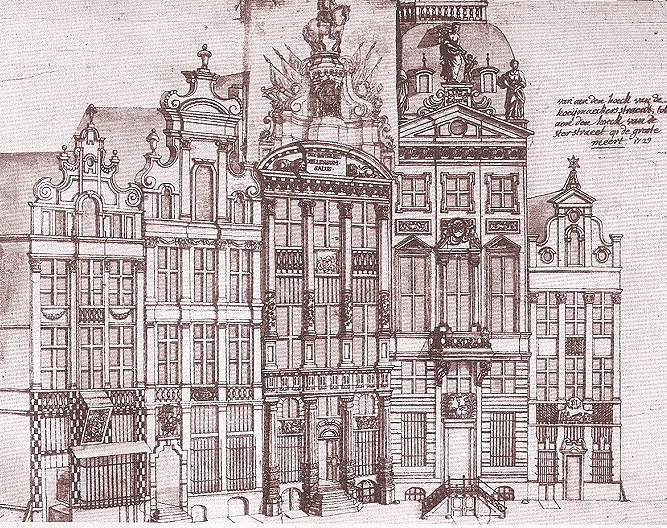
Maisons de la Grand-Place 1727 par F.J. Derons

Ferdinand-Joseph Derons, o De Rons, (Bruxelles, 1700 – Bruxelles, 1762), è stato un pittore e disegnatore belga, specializzato in paesaggi, realizzati con la tecnica dell'acquarello.

## Biografia
Si conosce molto poco della sua vita. Battezzato il 4 settembre 1700 nell'antica chiesa di Saint-Géry, egli era il quarto figlio di un certo Michel Derons, organista. Il suo nome si ritrova nel 1719 nei registi contabili dell'Académie royale des Beaux-Arts de Bruxelles, dove egli frequentò per un breve periodo i corsi di studio. Si ignora se il disegno fosse la sua unica attività, in quanto viene indicato come  schilder (pittore) nei registri del censimento del 1755. Egli abitava allora in rue sainte-Anne nella casa del pittore André Martin, anche lui paesaggista, con il quale sembra fosse in società. L'ultima notizia su di lui è che decedette nel 1762.
Le sue opere note sono costituite da numerosi disegni, il cui soggetto non è stato totalmente individuato, relativi al periodo che va dal 1723 al 1760. Erede di una corrente artistica nata nel XVI secolo, riprodusse con minuziosità scorci della città e dei suoi edifici e paesaggi dei dintorni, dove si possono riconoscere le proprietà della nobiltà e del clero. Per molto tempo trascurata e considerata come minore, l'opera di Derons è oggi oggetto di ricerche a causa del suo valore documentaristico e cronistoriografico inestimabile.  
Dalla fine del XIX secolo, una serie di cinque acquarelli, acquisiti dalla città di Bruxelles nel  1853, hanno assunto un'importanza notevole. Infatti, soprattutto grazie a questi disegni, eseguiti a penna nel 1727, e che rappresentano l'insieme delle case della Grand Place di Bruxelles, che questa, sotto l'impulso del borgomastro Charles Buls, hanno potuto essere restaurate nel loro stato di origine, dopo le numerose degradazioni subite durante 150 anni.
Dopo Augustin Coppens che aveva illustrato le rovine della città distrutta all'epoca del bombardamento di Bruxelles,  F.J. Derons disegnò la città ricostruita. Un'altra serie mostra, sotto diverse angolazioni, l'incendio che aveva devastato l'antico palazzo del Coudenberg nel 1731. Il porto di Bruxelles ed i suoi canali fu un altro suo soggetto prediletto.
Ad una ventina di chilometri al di là dei bastioni della città, Derons disegnò dei paesaggi campestri, degli antichi castelli, o le ville di campagna dei signori locali o dei borghesi di Bruxelles, probabilmente su ordinazione di questi ultimi o di qualche collezionista.